# Anubias heterophylla
Anubias heterophylla är en kallaväxtart som beskrevs av Adolf Engler. Anubias heterophylla ingår i släktet Anubias och familjen kallaväxter. IUCN kategoriserar arten globalt som livskraftig. Inga underarter finns listade.

## Bildgalleri

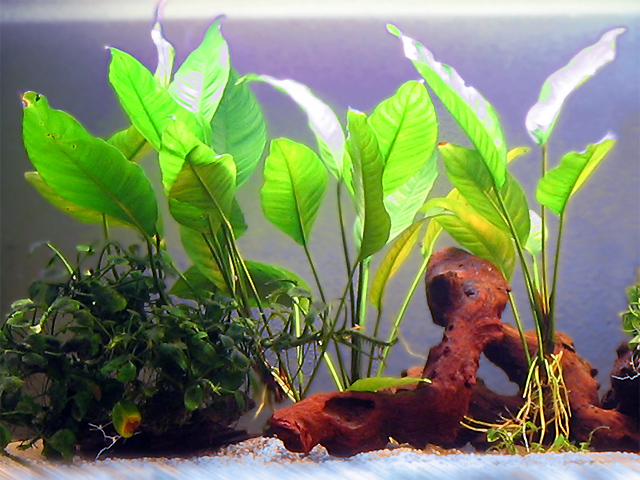